# منزل إسلامي
منزل إسلامي (بالفارسية: خانه اسلامی) هو منزل تاريخي يعود إلى عصر القاجاريون، ويقع في سبزوار.